# Hypolimnas shortlandica
Hypolimnas shortlandica är en fjärilsart som beskrevs av Ribbe 1898. Hypolimnas shortlandica ingår i släktet Hypolimnas och familjen praktfjärilar. Inga underarter finns listade i Catalogue of Life.